# Рубік (місто)
Рубік (алб. Rubik) — місто та муніципалітет у центральній Албанії в окрузі Мірдіта області Леже.

## Назва
Згідно древньої римської релігії і римської міфології, Рубіго була богинею, яка захищала сільськогосподарські культури від хвороб, такі, як борошниста роса і гниль. Місцеві ґрунти містять велику частку домішків мідної руди, а через велику кислотність рослини слабкі і легко піддаються інфекційним захворюванням. Тому місцеве населення шукало захисту у Богині Рубіго. На честь неї організовували фестиваль Робігалії кожного квітня. У цей час люди молилися їй, щоб видалити іржу з зернових культур. Давні жителі Іллірії здійснювали ритуали, які були встановлені римським імператором Нумою Помпіліусом. Щорічно 25 квітня фермери приносили в жертву червону козу, червоних овець і пропонували вино для богині. На території міста знаходився жертовник богині Рубіго, назва якого поступово переросла у Рубік.

## Історія
До Другої світової війни Рубік являв собою не більше, ніж кілька будинків навколо церкви. У міжвоєнний період поруч знайдено поклади міді. Комуністи, в період індустріалізації країни, тут створили невелике місто і металургійний завод з виплалення золота, срібла і міді. У час краху комунізму, завод вже не працював. Закриття єдиного великого місцевого роботодавця принесло для більшості жителів безробіття. Єдиним значним джерелом доходу жителів міста є доходи від емігрантів-заробітчан.

## Характеристика
Місто характеризується численними багатоповерхівками. Місто тягнеться вздовж головної вулиці, що затиснута між схилів пагорбів і широкого русла річки. З іншого боку долини є непрацюючий мідний завод, що раніше сильно забруднював довкілля. У результаті сильних дощів тут часто бувають повені, які завдають шкоди будинкам, дорогам, мостам та іншим об'єктам інфраструктури міста і його околиць. Востаннє річка вийшла з берегів у 2002 році.

## Демографія
За даними 2006 року, 2277 родин або 8094 осіб проживали на території муніципалітету Рубік. Близько 1070 родин проживали у самому місті Рубік, що становить близько 3736 осіб. Решта 53 % населення, або 1207 родин з 4358 особами, живуть в 11 селах в межах адміністративного району муніципалітету Рубіка.